# القضبة (أسلم)

تعديل مصدري - تعديل

القضبة هي إحدى قرى عزلة أسلم الوسط بمديرية أسلم التابعة لمحافظة حجة، بلغ تعداد سكانها 413 نسمة حسب تعداد اليمن لعام 2004.